# Lobelia cuneifolia
Lobelia cuneifolia är en klockväxtart som beskrevs av Heinrich Friedrich Link och Christoph Friedrich Otto. Lobelia cuneifolia ingår i släktet lobelior, och familjen klockväxter. Inga underarter finns listade i Catalogue of Life.